# Quijos (canton)
Quijos est un canton d'Équateur situé dans la province de Napo.